# Carex renauldii
Carex renauldii är en halvgräsart som beskrevs av Augustin Abel Hector Léveillé. Carex renauldii ingår i släktet starrar, och familjen halvgräs. Inga underarter finns listade i Catalogue of Life.